# Scelolyperus laticeps
Scelolyperus laticeps är en skalbaggsart som först beskrevs av Horn 1893.  Scelolyperus laticeps ingår i släktet Scelolyperus och familjen bladbaggar. Inga underarter finns listade i Catalogue of Life.